# Tartaul de Salcie, Cahul
Tartaul de Salcie este un sat din raionul Cahul, Republica Moldova.

## Geografie
Satul Tartaul de Salcie este situat în zona de sud-vest a Republicii Moldova, la 160 km de capitala Republicii, Chișinău, și la 23 km de centrul raional, Cahul. În vestul satului se întinde Podișul Tigheciului, la poalele căruia șerpuiește spre sud râulețul Salcia Mică, afluent de stânga al râului Salcia, care la rândul său se varsă în râul Ialpug. Pe la marginea de sud a satului trece o arteră de comunicație importantă: drumul național Chișinău–Cahul.
La 2 km nord de sat, pe versantul stâng al râului Salcia, se află râpa Tartaul, arie protejată din categoria monumentelor naturii de tip geologic sau paleontologic.

### Clima
Fiind situată în partea de sud a Republicii, comuna Tartaul de Salcie are o climă secetoasă, în iulie (luna cea mai caldă a anului) temperatura atingând +41 °C. Temperatura medie lunară a aerului în partea sudică a Republicii este de +22 °C.
În luna ianuarie (luna cea mai rece a anului), temperatura medie a aerului este de -3 °C. Cea mai joasă temperatură înregistrată a fost -27 °C.
Cantitatea de precipitații în această zonă nu depășește 285 ml/m².

## Demografie
Structura etnică a localității conform recensământului populației din 2004:
| Grup etnic                                               | Populație | % Procentaj  |
| -------------------------------------------------------- | --------- | ------------ |
| Băștinași declarați Moldoveni Băștinași declarați Români | 815 11    | 94,55% 1,28% |
| Găgăuzi                                                  | 20        | 2,32%        |
| Bulgari                                                  | 9         | 1,04%        |
| Ruși                                                     | 3         | 0,35%        |
| Ucraineni                                                | 3         | 0,35%        |
| Alții                                                    | 1         | 0,12%        |
| Total                                                    | 862       |              |

## Administrație și politică
Componența Consiliului local Tartaul de Salcie (9 consilieri), ales la 5 noiembrie 2023, este următoarea:
|  | Partid                                            | Consilieri | Componență | Componență | Componență | Componență |
|  | ------------------------------------------------- | ---------- | ---------- | ---------- | ---------- | ---------- |
|  | Partidul Democrat Modern din Moldova              | 4          |            |            |            |            |
|  | Partidul Acțiune și Solidaritate                  | 3          |            |            |            |            |
|  | Partidul Liberal Democrat din Moldova             | 1          |            |            |            |            |
|  | Alianța Liberalilor și Democraților pentru Europa | 1          |            |            |            |            |